# Last Exit Music
Last Exit Music ist ein deutsches Musiklabel mit Sitz in Saarbrücken, das von Andreas Enslin gegründet wurde. Es ist eigentlich auf Veröffentlichungen im Kassettenformat spezialisiert, hat aber auch CDs und LPs im Programm.
Im Interview mit dem Ox-Fanzine teilte der Labelgründer mit, dass die Urform als „MDS Records“ bereits ab 2006 bestand. Als ausschlaggebenden Grund, das Augenmerk auf Tapes zu legen, sieht Enslin an, dass „Vinylproduktionen oftmals sehr teuer“ seien und CDs „eher uncool“ seien. Kassetten hingegen könne er „in jeder Auflage produzieren, ob jetzt 2 oder 100“. Die erste Veröffentlichung war 2011 das Album Black Doves Rise von In the Event of Fire.

## Veröffentlichungen (Auswahl)
- Abfukk – Das Discographie Tape (2018)
- Abwärts – Smart Bomb (2018, Cassette)
- Acht Eimer Hühnerherzen – Album (2020, Cassette)
- A Hurricanes Revenge – Partially Ordered Relations (2012, Kassette)
- Alex Amsterdam – Come What May (2015, Cassette)
- Baby Lou – Stagedivings into Total Darkness  (2013, Cassette)
- Blenden – Blenden (2018)
- Christmas – Appetite for Selfdestruction (2013)
- City Light Thief – Vacilando (2013)
- Crowd of Isolated – Isolated Leftovers (2020, Kompilation)
- Dv Hvnd – Bollwerk  (2020)
- Egotronic – Ihr seid doch auch nicht besser (2019, Kassette)
- FJØRT – D'accord (2014)
- Fliehende Stürme – Das Chaos Brütet – Best Of (2016, Kompilation)
- Good Clean Fun – Crouching Tiger, Moshing Panda (2021, Kompilation)
- Hey Ruin – Irgendwas mit Dschungel (2016, Kassette)
- In the Event of Fire – Black Doves Rise  (2011, Kassette)
- Krawehl – Krawehl (2017, Kassette)
- Love A – Jagd und Hund (2015, Kassette)
- Moscow Death Brigade – Boltcutter (2018, Kassette)
- No Turning Back – Tape-Discography (2012, Kompilation, 3× Kassette)
- Oidorno – Le Roi C'Est Moi (2019, Kassette)
- Pinky Swear – My Heart on the Line (2015, Kassette)
- Matze Rossi – Und jetzt Licht, bitte!!!  (2014, Kassette)
- Schrottgrenze – Glitzer auf Beton (2017, Kassette)
- Skin of Tears – Fake My Day (2015)
- Spermbirds – Go to Hell Then Turn Left (2020, Kassette)
- Steakknife – One Eyed Bomb (2015, Kassette)
- Terrorgruppe – Tiergarten (2016, Kassette)
- Tigeryouth – Leere Gläser (2014, Kassette)
- Venerea – Both Ends Burning  (2019, LP)
- Yuppicide – Revenge Regret Repeat (2016, Kassette)